# Borja Granero
Borja Granero Niñerola (ur. 30 czerwca 1990 w Walencji) – hiszpański piłkarz występujący na pozycji pomocnika, zawodnik Deportivo La Coruña.

## Życiorys

### Kariera klubowa
Od 2009 był zawodnikiem hiszpańskich klubów: Valencia CF Mestalla, Villajoyosa CF, Recreativo Huelva, Racing Santander i Extremadura UD.
3 września 2020 podpisał kontrakt z hiszpańskim klubem Deportivo La Coruña z Segunda División B, umowa do 30 czerwca 2021; bez odstępnego.